# ハクサンサイコ
ハクサンサイコ（白山柴胡、学名：Bupleurum nipponicum ）はセリ科ミシマサイコ属の多年草。別名、トウゴクサイコ。

## 特徴
全草は青白色を帯びる。根茎は細く伸び、匐枝の先から芽をだし繁殖する。茎は直立し、少数分枝し、高さは20-60cmになる。根出葉と茎の下部につく葉は、長楕円形からへら形で、長さ5-12cm、幅1-1.5cmになり、先はとがり、基部は細まり、縁は全縁になる。茎の中部より上につく葉は、長卵形で互生し、長さ4-8cm、幅1-2cmになり、無柄で基部が広がり茎を抱く。花期には根出葉と茎の下部につく葉は、枯れて無くなっている。
花期は7-8月。茎頂か、分枝した先端に複散形花序をつける。花は小さく、黄色で5弁花。複散形花序の下にある総苞片は卵形から倒卵形で、1-3個あり、長さ4-12mm、幅2-7mm。小花序の下にある小総苞片は卵形になり先はとがり、5-6個あり、小総苞片は小花序より長い。果実は長楕円形になり、油管はやや太い。

## 分布と生育環境
日本固有種。本州中北部に分布し、亜高山帯から高山帯の開けた草地に生育する。

## 下位分類
- シナノサイコ Bupleurum nipponicum Koso-Pol. f. stenolepis Kitag. -総苞片、小総苞片が細く、その数が4-10個あり、葉の幅が広い品種。
- エゾサイコ（ホソバノコガネサイコ） Bupleurum nipponicum Koso-Pol. var. yesoense (Nakai ex H.Hara) H.Hara -北海道の日高山脈に分布し、超塩基性岩の岩礫地に生育する。全体に小型で小総苞片が細い変種。

## ギャラリー
- 花は黄色で、小総苞片は小花序より長い。